# Lavrencija
Lavrencija je žensko osebno ime.

## Izvor imena
Ime Lavrencija je različica imena Lavra.

## Pogostost imena
Po podatkih Statističnega urada Republike Slovenije je bilo na dan 31. decembra 2007 v Sloveniji število ženskih oseb z imenom Lavrencija: 9.

## Osebni praznik
V koledarju je ime  Lavrencija skupaj z Lavro; god praznuje 22. januara ali pa 19. oktobra.